# Lissonota microstoma
Lissonota microstoma là một loài tò vò trong họ Ichneumonidae.